# Tecacahuaco
Tecacahuaco är en ort i Mexiko.   Den ligger i kommunen Atlapexco och delstaten Hidalgo, i den sydöstra delen av landet, 190 km norr om huvudstaden Mexico City. Tecacahuaco ligger 334 meter över havet och antalet invånare är 1 371.
Terrängen runt Tecacahuaco är lite kuperad. Runt Tecacahuaco är det ganska tätbefolkat, med 116 invånare per kvadratkilometer. Närmaste större samhälle är Xochiatipan de Castillo, 13,0 km söder om Tecacahuaco. I omgivningarna runt Tecacahuaco växer huvudsakligen savannskog.